# Klinefelter-Syndrom

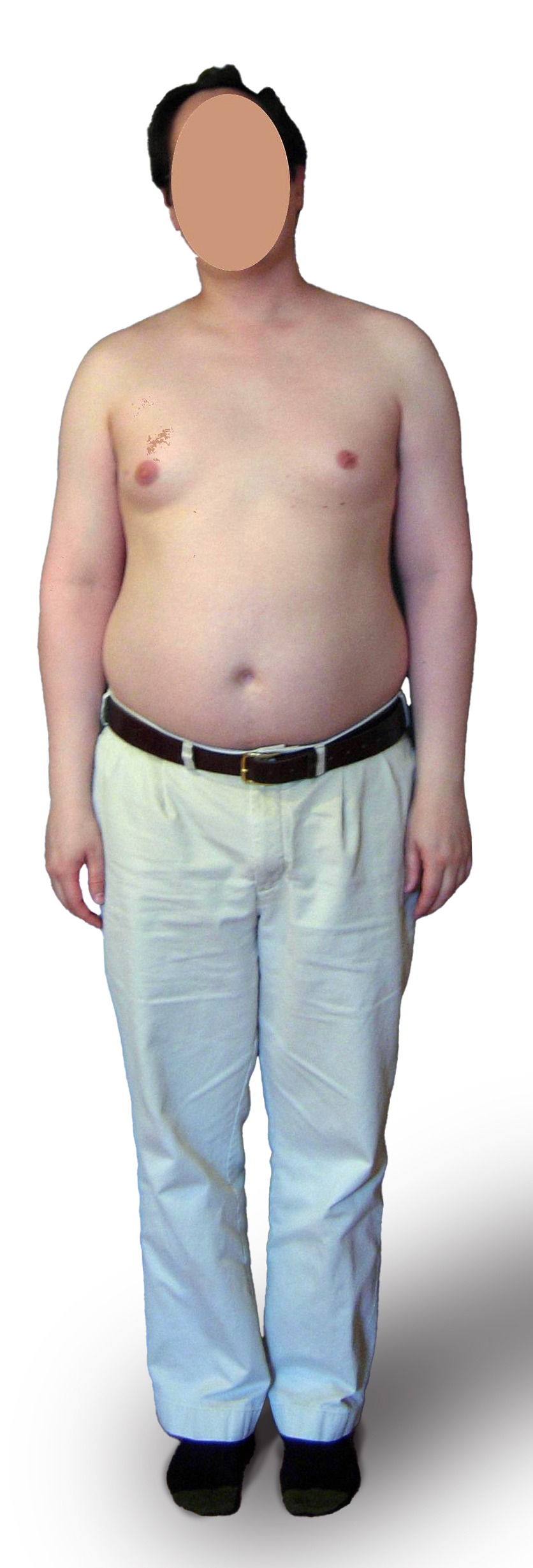
Mann mit Klinefelter-Syndrom vor der Testosteron-Substitution

Das Klinefelter-Syndrom, auch Klinefelter-Reifenstein-Albright-Syndrom, mit dem Karyotyp 47,XXY ist eine der häufigsten Formen angeborener Chromosomenanomalien beim männlichen Geschlecht und die häufigste Ursache von Hypogonadismus. Menschen mit diesem Syndrom besitzen, abweichend vom üblichen männlichen Karyotyp (46,XY), ein zusätzliches X-Chromosom in allen (47,XXY) oder einem Teil der Körperzellen (mos 47,XXY / 46,XY). Die Besonderheit wurde erstmals unter wissenschaftlichen Gesichtspunkten im Jahr 1942 von den US-Amerikanern Harry F. Klinefelter, Fuller Albright und Edward Conrad Reifenstein (1908–1975) beschrieben. Der zugrundeliegende Karyotyp wurde 1959 erstmals von der britischen Genetikerin Patricia A. Jacobs beschrieben.

## Ursache
Die genetische Ursache wurde 1959 erkannt: Man wies eine Besonderheit in der Anzahl der Geschlechtschromosomen nach, bei der zusätzlich zum üblichen Chromosomensatz des Mannes (46,XY) mindestens ein weiteres X-Chromosom in allen (Karyotyp 47,XXY) oder einem Teil der Körperzellen vorliegt (Karyotyp 46,XY/47,XXY / = Mosaik-Form / bei 6 %). Der Grund für das Vorhandensein eines überzähligen X-Chromosoms liegt darin, dass es lange vor der Zeugung des betroffenen Jungen im Ovar der Mutter oder im Hoden des Vaters bei der Geschlechtszellenbildung während der Meiose zu einem zufälligen Nicht-Auseinanderweichen (Non-Disjunction) der Geschlechtschromosomen kam, so dass mehr als eines in die reifende Eizelle bzw. Spermienzelle gelangte. Die Mosaik-Form entsteht durch Non-Disjunction der Geschlechtschromosomen während der mitotischen Teilung nach der Konzeption. Das überzählige X-Chromosom stammt in ungefähr der Hälfte der Fälle von der Mutter und in der anderen Hälfte vom Vater. Das mütterliche Alter ist der einzige evidenzbasierte Risikofaktor für das Klinefelter-Syndrom: Ab einem mütterlichen Alter von 40 Jahren ist die Wahrscheinlichkeit, ein Kind mit dem Klinefelter-Syndrom zu bekommen, viermal so hoch wie bei Frauen unter dem 24. Lebensjahr.
Eine andere Chromosomen-Abweichung bei Männern ist das XYY-Syndrom mit einem zusätzlichen Y-Chromosom (Karyotyp 47,XYY). Die entsprechende Erscheinung bei Frauen (Karyotyp 47,XXX) ist das Triple-X-Syndrom.

## Häufigkeit
Das klassische Klinefelter-Syndrom tritt bei etwa 1–2 von 1000 männlichen Neugeborenen auf. In Deutschland leben somit etwa 41.000–82.000 Jungen bzw. Männer mit dem Klinefelter-Syndrom. Schätzungen zufolge werden jedoch lediglich 25 % aller Personen mit dem Klinefelter-Syndrom zeitlebens diagnostiziert. Hochgradigere X-Chromosomenaneuploidien (z. B. 48,XXXY, 48,XXYY oder 49,XXYYY-Polysomien) werden oft als Varianten des Klinefelter-Syndroms bezeichnet, jedoch ist ihr Auftreten weitaus seltener (1:18.000–1:100.000 der männlichen Geburten). Diese Varianten verursachen ein im Vergleich zur klassischen 47,XXY-Form schwerwiegenderes Erkrankungsbild.

## Merkmale
Die Chromosomenbesonderheit kann sich auf die kognitive (das Denken betreffende) und körperliche Entwicklung und Leistungsfähigkeit der Jungen und Männer mit dem Klinefelter-Syndrom auswirken, wobei nicht generell gesagt werden kann, welche Symptome sich in welcher Ausprägung bei einem Jungen bzw. Mann ausbilden. Manchmal sind auch nur wenige Symptome erkennbar. Generell handelt es sich um eine Hodenunterfunktion.

### Kindheit
Jungen mit dem Klinefelter-Syndrom sind bei der Geburt in der Regel alterstypisch entwickelt und unterscheiden sich äußerlich nicht von anderen Kindern. Gelegentlich kann jedoch ein Hodenhochstand oder eine Hypospadie (Harnröhrenfehlmündung) auf ein Klinefelter-Syndrom hinweisen. Jedoch treten ein Hodenhochstand und eine Hypospadie auch bei Kindern auf, die kein Klinefelter-Syndrom haben. Zur Entwicklung von Jungen mit dem Klinefelter-Syndrom kann keine allgemein gültige Aussage gemacht werden. Während einige Jungen eine unauffällige Entwicklung haben (ein großer Teil der Betroffenen ist unerkannt), ist ein kleiner Teil der Betroffenen schon in der Schule beeinträchtigt (z. B. Konzentrationsprobleme, Lernprobleme, Lese-Rechtschreibschwäche). Die Jungen können ruhiger und passiver als andere Kleinkinder sein. Die Autonomiephase kann weniger stark ausgeprägt sein als bei ihren Geschwistern. Unspezifische Symptome wie Antriebsarmut, Kontaktarmut, geringes Selbstvertrauen, Stimmungsschwankungen bis hin zu Wutausbrüchen und sprachlichen Entwicklungsstörungen in Kombination mit schulischen Problemen können auftreten. Gegenwärtig ist nicht bekannt, warum diese Untergruppe entsprechende Probleme zeigt. Diskutiert werden beispielsweise die väterliche oder mütterliche Herkunft des überzähligen X-Chromosoms. Einige Jungen zeigen auch eine etwas verzögerte motorische Entwicklung: Sitzen, Krabbeln und Laufen werden etwas verspätet erlernt; eine gewisse Ungeschicklichkeit kann bei einigen Jungen mit Klinefelter-Syndrom auffallen. Weiterhin ist das Wachstum im Kindesalter etwas schneller als bei den Altersgenossen, und die Erwachsenengröße liegt im Durchschnitt etwas über dem Durchschnitt in der Normalbevölkerung. Nach aktuellem Kenntnisstand liegt die allgemeine Intelligenz der allermeisten Jungen bzw. Männer mit Klinefelter-Syndrom, wenn überhaupt, nur knapp unter dem Intelligenz-Niveau ihrer Geschwister. Relativ häufig ist jedoch eine Teilleistungsschwäche im sprachlichen Bereich (Verbal-IQ).

### Pubertät und Erwachsenenalter
Unbehandelt kann die Pubertät bei Jungen mit Klinefelter-Syndrom verzögert eintreten und mit mehr Schwierigkeiten verbunden sein als bei anderen gleichaltrigen Jungen. Schüchternheit, Unsicherheit, eine geringe Libido und eine verminderte Wahrnehmung der eigenen Männlichkeit können zu seelischen Problemen und Isolation führen. Während bei vielen Betroffenen die Testosteronproduktion bereits während der (dann unvollständig) ablaufenden Pubertät schwindet, so tritt ein regelrechter Testosteronmangel bei den meisten Betroffenen erst im dritten Lebensjahrzehnt ein. Hinweise für einen Testosteronmangel bereits in der Pubertät können z. B. ein ausbleibender Stimmbruch sein. Anomalien der Genitalien wie ein Mikropenis, ein Scrotum bifidum oder eine Hypospadie liegen bei Individuen mit dem Klinefelter-Syndrom zwar häufiger als in der Allgemeinbevölkerung vor, jedoch liegt die diesbezügliche Prävalenz eher im niedrigen Bereich. Die Hoden sind in der Regel relativ klein (ca. Größe einer Glasmurmel). Auch nach der Pubertät erhöht sich das Hodenvolumen nicht. Durch den Testosteronmangel schließen sich die Wachstumsfugen der Knochen nicht rechtzeitig, sodass bei Betroffenen häufig eine überdurchschnittliche Körperhöhe mit vergleichsweise langen Beinen auftreten kann. Der fehlende oder geringe Bartwuchs kann auffallen; auch die Körperbehaarung ist in der Regel weniger ausgeprägt. Bei Personen mit dem Klinefelter-Syndrom besteht ein erhöhtes Risiko für die Entwicklung einer Gynäkomastie. Die Muskulatur ist in der Regel schwächer ausgeprägt und es lagert sich vermehrt Fettgewebe im Hüftbereich ab.
Da der größte Teil des Testosterons in den Hoden gebildet wird, besteht bei Männern mit Klinefelter-Syndrom in der Regel ein Testosteronmangel. Testosteron ist das wichtigste männliche Sexualhormon, welches eine vielfältige Rolle spielt. Es ist wichtig bei der Spermienbildung, reguliert die Libido (sexuelle Appetenz oder Sexualtrieb), ist aber auch in ganz anderen Bereichen von Bedeutung, z. B. für Fettstoffwechsel, Gefäßfunktion, Psyche, Bildung der roten Blutkörperchen, Knochenstoffwechsel und Haarwachstum (insbesondere Bart, Brust- und Genitalbehaarung). Ein Testosteronmangel kann daher verschiedenste Symptome verursachen: sexuelle Störungen (Libidoverlust, Potenzstörungen), spärlicher Bartwuchs, verringerte Muskelmasse und -kraft, verändertes Fettverteilungsmuster, Gynäkomastie und Anämie. Diese Symptome können bei Personen mit dem Klinefelter-Syndrom jedoch sehr unterschiedlich ausgeprägt sein. Mit zunehmendem Alter der Betroffenen nimmt der Hypogonadismus tendenziell zu. Der Testosteronspiegel fällt im frühen Erwachsenenalter in den unteren Normalbereich. Ab einem Alter von 25 Jahren bestehen bei 65–85 % der Betroffenen klinische Zeichen eines Hypogonadismus.
Eine wichtige Folge der Hodenunterentwicklung ist eine frühzeitig verringerte bzw. fehlende Spermienproduktion. Dadurch befinden sich im Ejakulat entweder zu wenige Spermien (Oligospermie) oder, wie bei den meisten Männern mit Klinefelter-Syndrom, keine Spermien (Azoospermie). Aus diesem Grund sind die allermeisten Männer mit dem Klinefelter-Syndrom unfruchtbar. Eine Ausnahme bilden Männer mit dem Mosaik-Typus (46,XY/47,XXY); bei ihnen ist die Wahrscheinlichkeit, Spermien zu finden, signifikant höher.
Studien zeigen, dass Klinefelter-Patienten auch unter einem erhöhten Osteoporose-Risiko leiden. Über 40 Prozent der untersuchten Männer haben Osteoporose oder die Vorstufe Osteopenie. Wie eine Studie zeigt, ist die Knochendichte in der Kindheit normal, nimmt dann aber nach der Pubertät ab. Die Rolle des Testosteronmangels ist noch unklar, ein direkter Zusammenhang zwischen Testosteron und Knochendichte bei Klinefelter-Patienten wurde noch nicht beschrieben, jedoch positive Verbindungen zwischen Knochendichte, Muskelstärke (als indirekter Effekt von Testosteron) und 25(OH)-Vitamin D. Neuere Studien zeigen sogar, dass die zusätzliche Therapie mit Vitamin-D-Präparaten wichtiger ist, um die Knochendichte zu erhalten, als die Testosterontherapie alleine.

## Begleiterkrankungen
Individuen mit dem Klinefelter-Syndrom haben im Vergleich zur Allgemeinbevölkerung ein erhöhtes Risiko für Diabetes mellitus Typ 2, Osteoporose, Gynäkomastie, Epilepsie, das Auftreten von Thrombosen und Brustkrebs. Das Brustkrebsrisiko liegt jedoch unter dem normalen Risiko für Frauen. Außerdem deuten Studien auf ein erhöhtes Risiko hin, an Depressionen zu erkranken.

## Diagnose

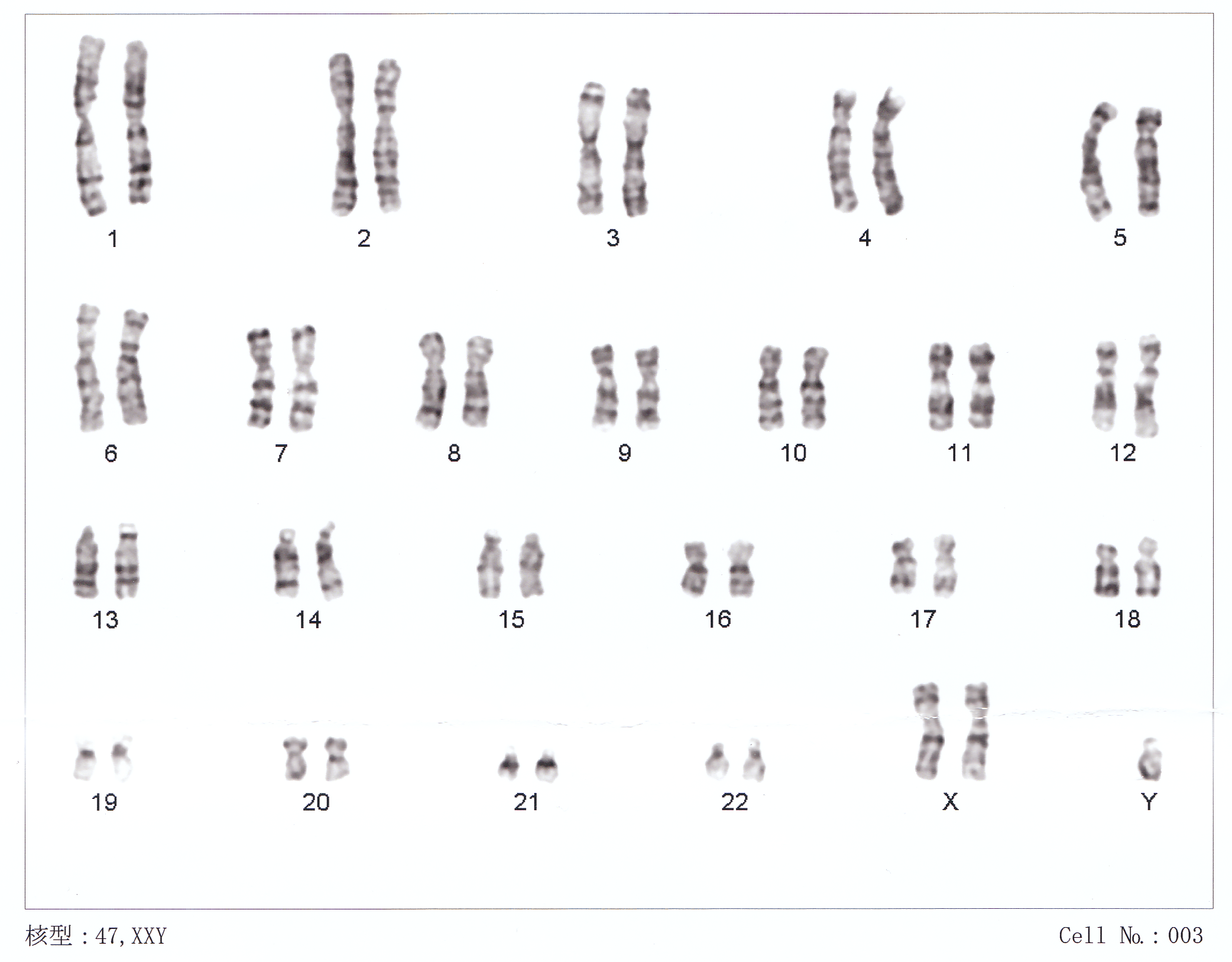
Karyogramm eines Patienten

Körperliche Merkmale eines Klinefelter-Syndroms können eine überdurchschnittliche Körperhöhe bis hin zu Hochwuchs, eine geringe Körperbehaarung sowie gelegentlich eine Vergrößerung der Brustdrüse sein. Es besteht in aller Regel ein kleines Hodenvolumen von 1–5 ml pro Hoden (Normwerte: 12–30 ml) und eine Unfruchtbarkeit. Während der Pubertät und im Erwachsenenalter können erniedrigte Testosteronwerte mit gleichzeitig erhöhten Werten der Hypophysenhormone FSH und LH im Blut hinweisend für das Vorliegen eines Klinefelter-Syndroms sein. Auch ein Spermiogramm kann Teil der weiteren Abklärung sein. Häufig liegt eine Azoospermie, selten eine Oligospermie vor. Das Klinefelter-Syndrom lässt sich jedoch nur durch eine Chromosomenanalyse zuverlässig durch den Nachweis eines zusätzlichen X-Chromosoms diagnostizieren. Als Untersuchungsmaterial genügt eine kleine Blutprobe. Um festzustellen, ob es sich um eine Mosaikform handelt, kann außerdem eine Chromosomenanalyse an Zellen der Mundschleimhaut durchgeführt werden. Viele Männer mit 47,XXY-Chromosomensatz werden im Rahmen einer medizinischen Abklärung bei unerfülltem Kinderwunsch diagnostiziert. Weiterhin kann das Klinefelter-Syndrom als Zufallsbefund vorgeburtlich im Rahmen einer invasiven Pränataldiagnostik (Amniozentese, Chorionzottenbiopsie) diagnostiziert werden.

## Therapie
Eine kausale Therapie ist, da das Klinefelter-Syndrom durch eine Chromosomenaberration verursacht ist, nicht möglich. Ab Beginn der Pubertät kann der bestehende Testosteronmangel durch eine entsprechende Hormon-Substitutionstherapie ausgeglichen werden. Testosteronpräparate stehen in Form von Spritzen, Pflastern oder Gel zur Verfügung. Ein positiver Effekt der Testosterontherapie wurde auf neurokognitiver Ebene beim Verhalten, dem Energieniveau, dem Wohlbefinden, der Lernfähigkeit und der verbalen Fähigkeiten beschrieben, während zwei andere Studien keine Auswirkungen der Testosteronbehandlung zeigten. Ferner liegt bei Männern mit Klinefelter-Syndrom häufig ein Mangel von Vitamin D vor. Daher sollte der Vitamin-D-Spiegel bei Jugendlichen und Erwachsenen regelmäßig kontrolliert werden. Insbesondere in den Wintermonaten sollte in Rücksprache mit den behandelnden Ärzten eine Vitamin-D-Substitution erfolgen, die zu einer höheren Knochendichte führt. Sollte eine Gynäkomastie bestehen, besteht die Möglichkeit einer Mastektomie (operative Entfernung von Brustgewebe). Sofern bei Kindern eine Legasthenie, Konzentrationsschwierigkeiten oder Antriebsschwächen bestehen, besteht die Möglichkeit von Fördermaßnahmen wie beispielsweise Logopädie oder Ergotherapie. In schwerwiegenden Fällen kann ein Gespräch mit den Lehrern sinnvoll sein, um einen Nachteilsausgleich in der Schule einzufordern.

## Möglichkeiten bei Unfruchtbarkeit
Die neuen Methoden der Reproduktionsmedizin, speziell die sogenannte Intrazytoplasmatische Spermieninjektion (ICSI) mit vorheriger testikulärer Spermienextraktion (TESE), haben dazu geführt, dass inzwischen wiederholt Männern mit Klinefelter-Syndrom zu leiblichen Nachkommen verholfen wurde. Eine kleinere Studie ergab, dass leibliche Kinder von Männern mit Klinefelter-Syndrom (Spermien durch TESE gewonnen) kein zusätzliches X-Chromosom und somit kein Klinefelter-Syndrom haben. Sollten weder aus dem Sperma noch mittels der TESE funktionsfähige Samenzellen gewonnen werden können, so besteht keine Möglichkeit, leibliche Kinder zu zeugen. Da eine Testosteronbehandlung die Spermatogenese unterdrücken würde, sollte in Rücksprache mit den behandelnden Ärzten die Möglichkeit einer TESE mit dem Patienten und seinen Eltern vor Beginn der Testosterontherapie besprochen werden. Sofern bereits eine Testosterontherapie begonnen wurde, aber dennoch eine TESE gewünscht wird, so sollte die Testosterontherapie für mindestens 6 Monate pausiert werden, damit sich die Spermatogenese erholen kann.

## Leitlinien
September 2020 wurden von der European academy of Andrology erstmals Leitlinien für das Klinefelter-Syndrom veröffentlicht.

## Rolle des Androgenrezeptorgens
Das Androgenrezeptorgen (AR-Gen) liegt auf dem X-Chromosom und kodiert für den Androgenrezeptor, an dem Androgene (z. B. Testosteron) binden und wirken können. Mittels Genregulierung spielt der Androgenrezeptor eine Rolle bei der Entwicklung männlicher Geschlechtsmerkmale. Androgene und Androgenrezeptoren haben auch andere wichtige Funktionen bei Männern und Frauen, wie z. B. die Regulierung des Haarwuchses und des Sexualtriebs. In einer bestimmten Region des AR-Gens werden die DNA-Bausteine Cytosin (C), Adenin (A), Guanin (G) mehrfach wiederholt (CAGCAGCAGCAG…). Bei den meisten Menschen reicht die Anzahl der CAG-Wiederholungen („Repeats“) im AR-Gen von weniger als 10 bis etwa 36. Je kürzer dieser Repeat-Bereich ist, desto höher ist die Aktivität des Rezeptors. Studien haben ergeben, dass die Länge dieses CAG-Repeats das klinische Erscheinungsbild von Individuen mit dem Klinefelter-Syndrom beeinflusst. In einer Studie mit 77 neu diagnostizierten und unbehandelten Männern mit dem Klinefelter-Syndrom wurde eine höhere CAG-Repeatanzahl mit einer höheren Körpergröße, einer geringeren Knochendichte und einer Gynäkomastie assoziiert gefunden. In einer ähnlichen Studie mit 35 Individuen mit Klinefelter-Syndrom wurde eine höhere CAG-Repeatanzahl invers mit der Penislänge korreliert vorgefunden.

## Störungen der geschlechtlichen Entwicklung
Die meisten Menschen werden mit 46 Chromosomen geboren. Die X- und Y-Chromosomen bestimmen das Geschlecht einer Person. Die meisten Frauen sind 46,XX und die meisten Männer sind 46,XY. Einige Individuen haben jedoch lediglich ein Geschlechtschromosom (z. B. 45,X) oder weisen drei oder mehr Geschlechtschromosomen auf (z. B. 47,XXX; 47,XYY oder 47,XXY etc.). Darüber hinaus gibt es einige Männer, die aufgrund einer Translokation eines winzigen Abschnitts der geschlechtsdeterminierenden Region des Y-Chromosoms den Chromosomensatz 46,XX besitzen. Ebenso haben einige Frauen aufgrund von Mutationen im Y-Chromosom den Chromosomensatz 46,XY. Offensichtlich gibt es somit nicht nur 46,XX-Frauen und 46,XY-Männer, sondern es gibt eine Reihe von Chromosomenanomalien und Hormonwirkungen, die das Geschlecht mitbestimmen.
Die biologischen Unterschiede zwischen Männern und Frauen resultieren aus zwei Prozessen: Geschlechtsbestimmung und -differenzierung. Der biologische Prozess der Geschlechtsbestimmung steuert, ob der männliche oder weibliche Geschlechtsdifferenzierungsweg verfolgt wird. Der Prozess der biologischen Geschlechtsdifferenzierung (Entwicklung eines bestimmten Geschlechts) umfasst viele genetisch regulierte und hierarchische Entwicklungsschritte. Wenn ein Y-Chromosom vorhanden ist, entwickeln sich um die 10. Woche der Schwangerschaft herum frühe embryonale Hoden. In Abwesenheit sowohl eines Y-Chromosoms als auch des Einflusses eines Hodenbestimmungsfaktors (TDF) entstehen Eierstöcke.
Störungen der Geschlechtsentwicklung liegen definitionsgemäß dann vor, wenn chromosomales, gonadales oder phänotypisches Geschlecht nicht übereinstimmen. 2006 einigte man sich auf den Begriff „Störungen der Geschlechtsentwicklung“ (englisch Disorders of sex development, kurz DSD). Man unterscheidet verschiedene DSD-Formen. Beim Klinefelter-Syndrom (47,XXY) handelt es sich um eine sogenannte DSD mit Aberration der Geschlechtschromosomen. Die meisten Menschen mit dem Klinefelter-Syndrom identifizieren sich mit dem männlichen Geschlecht. Jedoch gibt es auch Menschen mit Klinefelter-Syndrom, die sich eher mit dem weiblichen Geschlecht identifizieren. Dabei gibt es in seltenen Fällen auch Zwischenformen der Geschlechtsidentität.
Die psychosexuelle Entwicklung wird in drei Kategorien eingeteilt: 1. Die Geschlechtsidentität, 2. die Geschlechterrolle (geschlechtstypisches Verhalten, welches sehr durch familiäre und gesellschaftliche Prägung beeinflusst wird) und 3. die sexuelle Orientierung. Unzufriedenheit mit dem zugewiesenen Geschlecht tritt häufiger bei Menschen mit DSD auf. Es ist schwierig zu differenzieren, was die Geschlechts-Unzufriedenheit bei Menschen mit DSD verursacht. Mögliche Ursachen umfassen eine veränderte Genregulation, eine veränderte vorgeburtliche Wirkung von Androgenen oder eine von der eigenen Wahrnehmung abweichende Geschlechtszuweisung durch familiäre oder gesellschaftliche Prägungen.

## Autismus und ADHS
Studien zeigten, dass bei etwa 11–12 Prozent der Personen mit Klinefelter-Syndrom (KS) die Diagnose Autismus gestellt wurde. Männer mit KS wurden zuvor als schüchtern, sozial ängstlich und sozial zurückgezogen beschrieben. Bruining et al. untersuchten 51 Personen mit KS (6 bis 19 Jahre alt) und fanden heraus, dass 27 Prozent der Teilnehmer die Kriterien für Autismus unter Verwendung des „Autism Diagnostic Interview-Revised“ erfüllten. Im Vergleich dazu fanden Tartaglia et al., dass 5 Prozent der Personen mit KS (6 bis 21 Jahre alt) die Autismus-Kriterien unter Verwendung des „Autism Diagnostic Observation Schedule“ erfüllten. Männer mit KS haben oft verbale Schwierigkeiten, welche die soziale Kommunikation beeinträchtigen können, und zum Teil mit einer höheren Wahrscheinlichkeit für Autismus verbunden sein können. Eine der führenden Klinefelter-Forscherinnen in den Niederlanden, Sophie van Rijn, beschreibt die Schwierigkeit der Betroffenen, nonverbale Signale zu erfassen und richtig zu deuten.
Obwohl festgestellt wurde, dass Jungen mit dem Klinefelter-Syndrom eine erhöhte Anfälligkeit für eine Aufmerksamkeits-Defizit-Hyperaktitvitäts-Störung (ADHS) haben, untersuchten nur wenige Studien systematisch die Auswirkungen auf die Aufmerksamkeit und Hyperaktivität bei Jungen mit KS. Tartaglia et al. berichteten, dass etwa ein Drittel von 57 Männern mit KS (6 bis 21 Jahre alt) die DSM-IV-Diagnosekriterien für ADHS erfüllten. Cederlöf et al. (2013) geht von einem viermal höheren Risiko für Schizophrenie und Borderline und einer sechsmal höheren Wahrscheinlichkeit für Autismus und ADHS aus.

## Einordnung wissenschaftlicher Studienergebnisse
Wissenschaftliche Studien untersuchen spezifische Merkmale (z. B. Häufigkeit von Autismus) bei Personen, bei denen das Klinefelter-Syndrom bereits diagnostiziert wurde. Es ist wichtig zu verstehen, dass diesbezügliche Prozentangaben nicht auf die Allgemeinheit der Individuen mit dem Klinefelter-Syndrom übertragbar sind, da sie sich nur auf die kleine Untergruppe derer beziehen, bei denen das Klinefelter-Syndrom bereits diagnostiziert wurde. Das setzt spezifische Auffälligkeiten voraus, die zu der Diagnosestellung führten. Das Klinefelter-Syndrom wird jedoch nur bei ca. 25 % der Träger im Laufe des Lebens diagnostiziert. Ergebnisse von solchen Studien sind daher nicht repräsentativ. So ist beispielsweise davon auszugehen, dass Autismus oder ADHS insgesamt seltener vorliegen, als es die obigen Prozentzahlen vermuten lassen. Eine Studie wäre repräsentativ, sofern sie Individuen untersuchen würde, bei denen das Klinefelter-Syndrom bereits vorgeburtlich diagnostiziert wurde.

## Wissenschaftliche Erklärungen

### Körpergröße
Männer mit dem Klinefelter-Syndrom sind ca. 5–6 cm größer als Kontrollen. Auf dem X- und Y-Chromosom befinden sich an den terminalen Bereichen (also an den Enden) die sogenannten pseudoautosomalen Regionen PAR1 und PAR2. Gene, die sich in diesen Regionen befinden, entgehen der X-Inaktivierung und werden somit exprimiert. Bei Männern mit dem Chromosomensatz 46,XY sind demnach zwei aktive Kopien aktiv, während bei Männern mit dem Chromosomensatz 47,XXY drei Kopien aktiv sind. Innerhalb dieser pseudoautosomalen Region liegt das SHOX-Gen, welches eine wichtige Rolle beim Wachstum spielt. Männer mit dem Klinefelter-Syndrom haben somit drei aktive SHOX-Gene. Diese erhöhte Gen-Dosiswirkung ist wahrscheinlich für die hohe Statur und die langen Beine verantwortlich. Die Beinlänge scheint weiterhin durch die Länge des CAG-Repeats beeinflusst zu werden. So korrelierte die Länge der CAG-Repeats positiv mit der Armlänge, der Armspanne und der Beinlänge.